# Ralph Misske

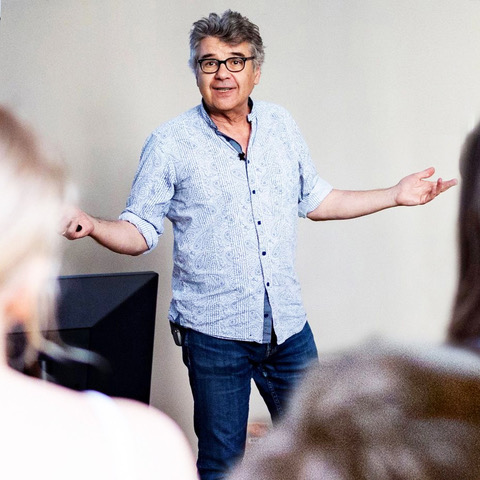
Auftrittstrainer Ralph Misske

Ralph-Jürgen Misske (* 22. September 1959 in Wiesbaden) ist ein deutscher Schauspieler, Regisseur, Auftrittstrainer und Videoproduzent.

## Leben
Ralph Misske, der Sohn des Kammersängers Gerhard Misske und der Sopranistin Bernie Riegg-Misske, trat bereits als Kind am Hessischen Staatstheater auf und spielte mit 14 Jahren die Titelrolle in der Fernsehserie Timo neben Liselotte Pulver. Es folgten eine Deutschlandtournee an der Seite von Martin Held mit dem Zweipersonenstück Freunde und Feinde von Arkady Leokum und 1976 die Mitarbeit beim ersten Circus Roncalli von André Heller, bevor er an der Westfälischen Schauspielschule Bochum, heute Studiengang Schauspiel der Folkwang Universität der Künste, unter Otto Wilhelm seine Ausbildung als Schauspieler und Regisseur erhielt.
1980 holte ihn Niels-Peter Rudolph als Regieassistent nach Hamburg, wo er 1984 am Deutschen Schauspielhaus Die Kunst der Komödie inszenierte, um danach mehrere Jahre als Theaterregisseur in Lübeck, Krefeld, Mannheim und St. Gallen zu arbeiten.
Seiner ersten Operninszenierung Così fan tutte in Gießen folgten weitere Musiktheaterinszenierungen, unter anderem in St. Gallen, Mönchengladbach und Heidelberg, bis er 1995 Oberspielleiter der Oper in Lübeck wurde.
Parallel zu seiner Tätigkeit als Regisseur war Misske weiter als Schauspieler aktiv, zum Beispiel als Marquis Posa in Holger Bergs Frankfurter Don Karlos-Inszenierung 1986 mit Justus von Dohnányi in der Titelrolle. Seit Ende der neunziger Jahre steht er in erster Linie vor der Kamera. Er spielte den Personalchef Dorschel in der ZDF-Serie Fünf Sterne und agierte als Arno, der Freund von Jennifer (Marlen Diekhoff), in Leander Haußmanns Robert Zimmermann wundert sich über die Liebe. Unter der Regie von Niki Müllerschön war er 2012 als bayerischer Wirtschaftsminister in breitem Dialekt in der TV-Komödie Just Married – Hochzeiten zwei mit Senta Berger und Friedrich von Thun in den Hauptrollen zu sehen.
Als Autor war Misske bisher für Grundy UFA tätig, entwickelte mehrere Filmstoffe und veröffentlichte eine deutsche Bearbeitung der Oper Il Flaminio von Pergolesi beim Ricordi-Verlag. Seit 2004 arbeitete er in Hamburg auch als Videoproduzent. 2008 gründete er ein Videostudio für persönliche Präsentationen, aus dem unter anderem StudioSeminar.de hervorging. Im August 2018 wurde er Lehrbeauftragter für Szenischen Unterricht an der Hochschule für Musik in Detmold. Seit 2022 lebt er in Berlin, arbeitet dort als Schauspieler, Videoproduzent, Regisseur und seit 2023 auch als Auftrittstrainer.

## Filmografie (Auswahl)
- 2000: Adelheid und ihre Mörder – Ein paar Volt zu viel
- 2002: Solino (Kinofilm)
- 2004: Gegen die Wand
- 2004: Tatort – Verlorene Töchter (Fernsehreihe)
- 2004: Bella Block: Das Gegenteil von Liebe
- 2006: Tatort – Das verlorene Kind
- 2006: Die Mauer – Berlin ’61
- 2007: Einsatz in Hamburg – Die letzte Prüfung
- 2008: Der Rote Baron
- 2008: Robert Zimmermann wundert sich über die Liebe
- 2005–2008: Fünf Sterne (ZDF-Fernsehserie)
- 2009: Summertime Blues
- 2009: Groupies bleiben nicht zum Frühstück
- 2009: Woran dein Herz hängt (Fernsehfilm)
- 2010: Schlaflos in Oldenburg (Fernsehfilm)
- 2010: Aghet – Ein Völkermord (Dokumentarfilm)
- 2010: Schenk mir dein Herz (Tragikomödie, Spielfilm)
- 2004–2011: Stubbe – von Fall zu Fall, Serie
- 2013: Just Married – Hochzeiten zwei (Fernsehfilm)
- 2005–2013: SOKO Wismar
- 2007–2016: Unter anderen Umständen, ZDF Kriminalreihe
- 2017: Verräter (Fernsehfilm)
- 2020: SEM DHUL – Die Wiederkehr (Kinofilm)
- 2023: Feuerwehrfrauen – Heim gesucht (ARD-Serie)